# Edwardsjön

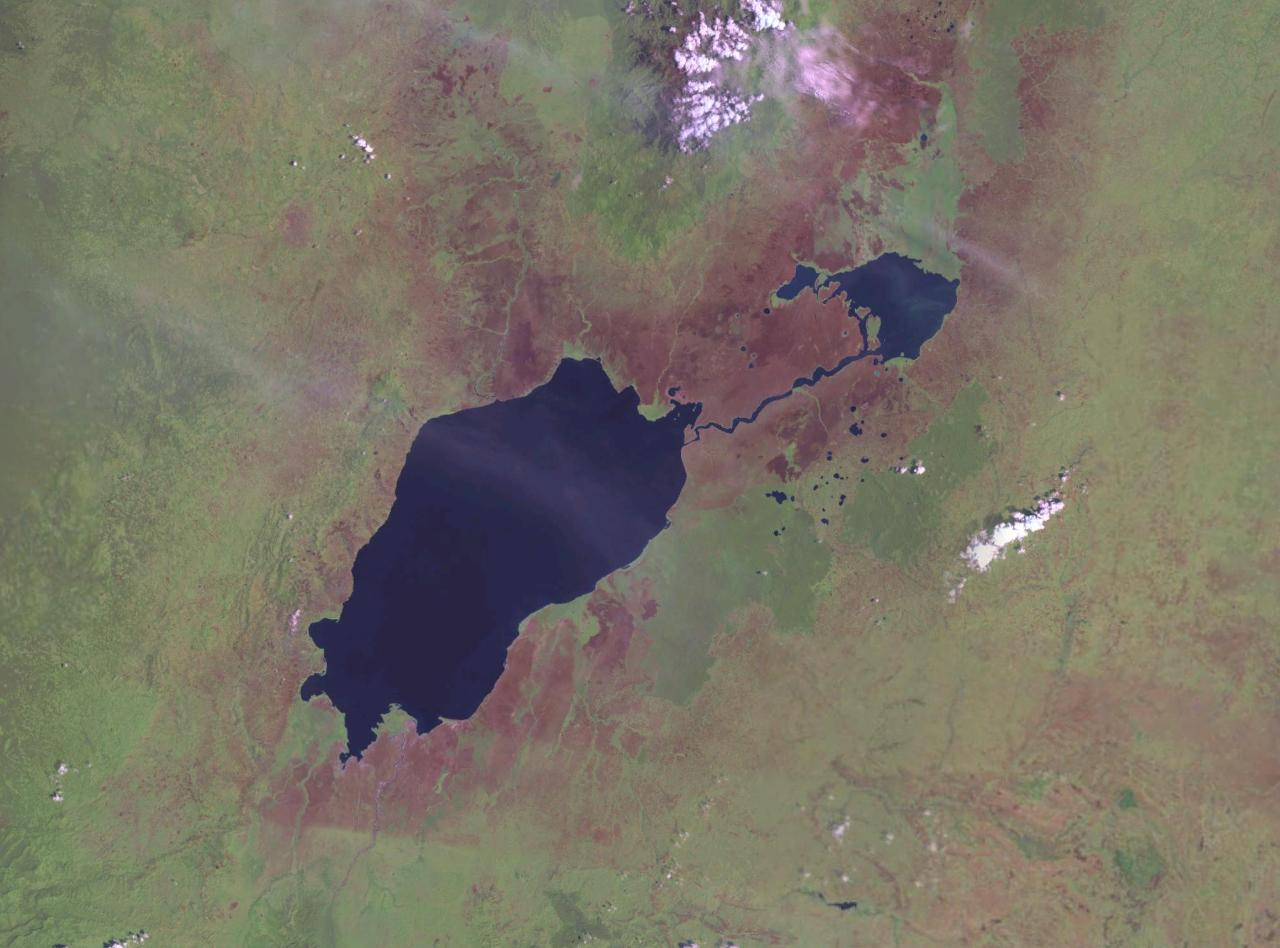
Edwardsjön.

Edwardsjön är den femtonde största insjön i Afrika. Sjön ligger i det Östafrikanska riftsystemet, på gränsen mellan Kongo-Kinshasa och Uganda. Henry Morton Stanley upptäckte sjön år 1888 och den fick sitt namn för att hedra kung Edvard VII av Storbritannien. Mellan åren 1973 och 1979 ändrades sjöns namn till Idi Aminsjön eller Idi Amin Dadasjön efter den ugandiska diktatorn Idi Amin.
Vattnet i sjön kommer från floderna Nyamugasani, Ishasha, Rutshuru och Rwindi. Den rinner av i norr via floden Semliki till Albertsjön. Sjön är även sammankopplad med Georgesjön i nordöst via Kazingakanalen. Sjöns area är 2 150 km², den största bredden 40 kilometer, den största längden 77 kilometer och det största djupet 920 meter.

## Ekologi
I sjön finns flera olika arter fisk, bland annat Bagrus docmak, Sarothelodon niloticus, Sarothelodon leucostictus, Haplochromis spp., Hemihaplochromis multicolur och Schutzia eduardiana. Fiskenäringen spelar en stor roll för det vardagliga livet.
Runt sjön finns ett rikt djurliv med bland annat schimpanser, elefanter, krokodiler och lejon. Djuren är skyddade av Virunga nationalpark i Kongo och Drottning Elizabeths nationalpark i Uganda. Området är även besökt av många arter av flyttfåglar.